# سیارک ۲۰۸۳۰
سیارک ۲۰۸۳۰ (به انگلیسی: 20830 Luyajia، نامگذاری:2000UG45) بیست هزار و هشتصد و سی‌امین سیارک کشف شده‌است که در ۲۴ اکتبر ۲۰۰۰ کشف شد.
قدر مطلق سیارک برابر ۱۶.۲ است.